# Kingdonella pictipes
Kingdonella pictipes är en insektsart som beskrevs av Boris Petrovich Uvarov 1935. Kingdonella pictipes ingår i släktet Kingdonella och familjen gräshoppor. Inga underarter finns listade i Catalogue of Life.